# Eupithecia exornata
Eupithecia exornata là một loài bướm đêm trong họ Geometridae.